# الشجنا (قارة)

تعديل مصدري - تعديل

الشجنا هي إحدى قرى عزلة قارة بمديرية قارة التابعة لمحافظة حجة، بلغ تعداد سكانها 60 نسمة حسب تعداد اليمن لعام 2004.